# 2018年至2019年朝鲜足球甲级联赛
2018–19年朝鲜足球超级联赛是改革后的朝鲜足球甲级联赛的第二个赛季，该联赛采用主客场制。联赛于2018年12月1日开始，一直持续到2019年10月。
4.25体育团是卫冕冠军。冠军4.25体育团，获得2020年亚足联杯参赛资格。

## 参赛球队
与上赛季相比，没有升级或降级。共有13支队伍参赛：
| 俱乐部         | 地点     | 体育场           | 隶属                           |
| -------------- | -------- | ---------------- | ------------------------------ |
| 鸭绿江体育团   | 平壤市   | 羊角島競技場     | 社会安全省                     |
| 4.25体育团     | 平壤市   | 羊角島競技場     | 朝鲜人民军                     |
| 火炬体育团     | 普天郡   | 火炬竞技场       | 社会主义爱国青年同盟           |
| 燕子体育团     | 平壤市   | 平壤市竞技场     | 朝鲜人民军航空与反航空军       |
| 海鸥体育团     |          |                  |                                |
| 火车头体育团   | 平壤市   | 羊角島競技場     | 朝鲜民主主义人民共和国铁道省   |
| 輕工業省體育團 | 平壤市   | 平壤市竞技场     | 朝鲜民主主义人民共和国輕工業省 |
| 平壤市体育团   | 平壤市   | 金日成競技場     | 朝鲜劳动党                     |
| 鯉明水體育團   | 沙里院市 | 沙里院青年竞技场 | 社会安全省                     |
| 黎明體育團     | 平壤市   | 金日成競技場     | 朝鲜人民军                     |
| 小白水體育團   | 平壤市   | 羊角島競技場     | 朝鲜人民军                     |
| 先锋体育团     | 羅先市   | 罗津竞技场       | 工农赤卫军                     |
| 月尾島體育團   | 金策市   | 金策市競技場     | 朝鮮民主主義人民共和國文化省   |

## 积分榜
注：下表根据新闻媒体报道的已知结果整理而成，可能与官方积分榜不一致。
其余4场比赛的状态未知，它们可能被取消或进行，但没有被报道。

## 奖项
2018–19赛季奖项于2019年11月23日颁发
- 最有价值球员：吳赫哲（4.25体育团）
- 最佳射手：林哲民（4.25体育团）
- 最佳门将：安大成（4.25体育团）